# Mato Crkvenac
Mato Crkvenac (Donja Petrička, 20. veljače 1945.), hrvatski ekonomist, doktor znanosti, sveučilišni profesor, ministar financija u vladi Ivice Račana
U mjesnoj školi u Donjoj Petričkoj završio je niže, a u Donjem Mikloušu kod Čazme više razrede osnovne škole. Srednju školu završio je u Karlovcu. Studirao je u Zagrebu na Ekonomskom fakultetu i diplomirao 1968. godine. Doktorirao je u Zagrebu 1978. godine.
Od 1968. do 1984. godine radio je u Republičkom zavodu za društveno planiranje SRH u Zagrebu kao direktor Sektora za praćenje i analizu tekućih privrednih kretanja i ekonomske politike (od 1973.) i kao generalni direktor (od 1978).
Od 1973. predaje na Ekonomskom fakultetu u Zagrebu ekonomiku narodne privrede; od 1987. izvanredni je, a od 1991. redoviti profesor. Potpredsjednik je Sabora SRH (1986.–'90.)
Bio je na izbornoj listi SDP-a i HSLS-a u 7. izbornoj jedinici te ministar financija od 2000. do 2003. godine. Bio je saborski zastupnik Petoga saziva Hrvatskoga sabora (22. prosinca 2003. - 11. siječnja 2008.) Tada je bio član Odbora za financije i državni proračun, Odbora za lokalnu i područnu (regionalnu) samoupravu i zamjenik člana Izaslanstva Hrvatskoga sabora u Zajedničkom parlamentarnom odboru RH-EU.
Na konstituirajućoj sjednici Nadzornog odbora Zagrebačkoga holdinga jednoglasno je izabran za predsjednika Nadzornog odbora 2012. godine. Bio je u nadzornim odborima i drugih poduzeća.
Objavio je više znanstvenih članaka u znanstvenim časopisima iz područja ekonomike te bio glavni urednik znanstvenih časopisa Planiranja i Poslovna analiza/Business Review.